# Liste von Terroranschlägen im Jahr 1991
Die Liste von Terroranschlägen im Jahr 1991 enthält eine unvollständige Auswahl von Terroranschlägen, die im Jahr 1991 passierten. Attentate werden gesondert in der Liste bekannter Attentate behandelt. Die Liste von Sprengstoffanschlägen listet auch nichtterroristische Anschläge. Die Liste von Flugzeugentführungen enthält eine Liste mit meist terroristischem Hintergrund. Im Artikel Rechtsterrorismus werden weitere terroristische Anschläge aufgezählt.

## Erläuterung
In der Spalte Politische Ausrichtung ist die politische bzw. weltanschauliche Einordnung der Täter angegeben: faschistisch, rassistisch, nationalistisch, nationalsozialistisch, sozialistisch, kommunistisch, antiimperialistisch, islamistisch (schiitisch, sunnitisch, deobandisch, salafistisch, wahhabitisch), hinduistisch. Bei vorrangig auf staatliche Unabhängigkeit oder Autonomie zielender Ausrichtung ist autonomistisch vorangestellt, gefolgt von der Region oder der Volksgruppe und ggf. weiteren Merkmalen der Täter: armenisch, irisch (katholisch), kurdisch, tirolisch, tschetschenisch, dagestanisch, punjabisch (sikhistisch), palästinensisch.
Die Opferzahlen der Anschläge werden farbig dargestellt:

## Januar
| Datum/Beginn    | Betroffenes Land       | Anschlag                    | Täter            | Politische Ausrichtung                                               | Mittel                      | Ziel                  | Tote | Verletzte | Hintergrund                  |
| --------------- | ---------------------- | --------------------------- | ---------------- | -------------------------------------------------------------------- | --------------------------- | --------------------- | ---- | --------- | ---------------------------- |
| 08. Januar 1991 | Vereinigtes Königreich | Anschlag in Cullyhanna      | IRA              | autonomistisch, irisch-republikanisch, katholisch                    | Sprengstoff                 | Kontrollpunkt         | 0    | 4         | Nordirlandkonflikt           |
| 12. Januar 1991 | Südafrika              | Anschlag in Sebokeng        |                  |                                                                      | Sturmgewehr(e), Granate(n)  | Beerdigung            | 35   | 0         |                              |
| 14. Januar 1991 | Peru                   | Anschlag in Lima            | MRTA             | marxistisch-leninistisch, links-nationalistisch, antiimperialistisch | Sprengstoff                 | Innenministerium      | 1    | 100       | Bewaffneter Konflikt in Peru |
| 19. Januar 1991 | Vereinigtes Königreich | Anschlag in Newtownhamilton | IRA              | autonomistisch, irisch-republikanisch, katholisch                    | Sprengstoff                 | Sicherheitspatrouille | 0    | 1         | Nordirlandkonflikt           |
| 19. Januar 1991 | Pakistan               | Anschlag in Rawalpindi      |                  |                                                                      | Sprengstoff                 | Kino                  | 4    | 40        |                              |
| 20. Januar 1991 | Afghanistan            | Anschlag nahe Kandahar      |                  |                                                                      | Sprengstoff                 | Dorf                  | 16   | 30        | Krieg in Afghanistan         |
| 22. Januar 1991 | Indien                 | Anschlag in Neu-Delhi       | Sikh-Extremisten |                                                                      | Sprengstoff                 | Gericht               | 0    | 22        |                              |
| 23. Januar 1991 | Sri Lanka              | Anschlag in der Ostprovinz  | LTTE             | autonomistisch, tamilisch-sozialistisch                              | Automatische Schusswaffe(n) | Dorf                  | 27   | 0         | Bürgerkrieg in Sri Lanka     |
| 31. Januar 1991 | Indien                 | Anschlag in Chuhr Chak      | Sikh-Extremisten |                                                                      | Automatische Schusswaffe(n) | Dorfbewohner          | 20   | 0         |                              |

## Februar
| Datum/Beginn     | Betroffenes Land       | Anschlag                  | Täter                            | Politische Ausrichtung                            | Mittel                                 | Ziel                 | Tote | Verletzte | Hintergrund                                          |
| ---------------- | ---------------------- | ------------------------- | -------------------------------- | ------------------------------------------------- | -------------------------------------- | -------------------- | ---- | --------- | ---------------------------------------------------- |
| 03. Februar 1991 | Vereinigtes Königreich | Anschlag in Magherafelt   | IRA                              | autonomistisch, irisch-republikanisch, katholisch | Autobombe                              | Militärstützpunkt    | 0    | 2         | Nordirlandkonflikt                                   |
| 06. Februar 1991 | Pakistan               | Anschlag in Punjab        |                                  |                                                   | Sprengstoff                            | Minibus              | 3    | 30        |                                                      |
| 08. Februar 1991 | Indien                 | Anschlag in Lucknow       | BTFK                             | autonomistisch-sikhistisch                        | Sprengstoff                            | Bahnhof              | 10   | 30        |                                                      |
| 08. Februar 1991 | Mosambik               | Anschlag in Tete          | Resistência Nacional Moçambicana | nationalistisch, konservativ                      | Automatische Schusswaffe(n), Rakete(n) | Nahrungsmittelkonvoi | 45   | 0         | Mosambikanischer Bürgerkrieg                         |
| 10. Februar 1991 | Südafrika              | Anschlag in KwaZulu-Natal | African National Congress        | nationalistisch, sozialdemokratisch               | Automatische Schusswaffe(n)            | IFP-Mitglieder       | 17   | 30        | Apartheid                                            |
| 16. Februar 1991 | Philippinen            | Anschlag in Lacub         | NPA                              | marxistisch-leninistisch-maoistisch               | Automatische Schusswaffe(n)            | Polizeieinheit       | 22   | 17        | Kommunistischer Revolutionskampf auf den Philippinen |
| 18. Februar 1991 | Vereinigtes Königreich | Anschlag in London        | PIRA                             | autonomistisch, irisch-katholisch                 | Sprengsätze                            | Bahnhöfe             | 1    | 40        | Nordirlandkonflikt                                   |
| 19. Februar 1991 | Indien                 | Anschlag nahe Neu-Delhi   |                                  |                                                   | Sprengstoff                            | Bus                  | 10   | 30        |                                                      |
| 20. Februar 1991 | Pakistan               | Anschlag in Wazirabad     |                                  |                                                   | Sprengstoff                            | Zug                  | 5    | 41        |                                                      |
| 23. Februar 1991 | Peru                   | Anschlag in Apurímac      | Leuchtender Pfad                 | marxistisch-leninistisch-maoistisch               | Automatische Schusswaffe(n), Messer    | Milizionäre          | 23   | 2         | Bewaffneter Konflikt in Peru                         |

## März
| Datum/Beginn  | Betroffenes Land       | Anschlag                        | Täter                            | Politische Ausrichtung                            | Mittel                      | Ziel                  | Tote   | Verletzte | Hintergrund                   |
| ------------- | ---------------------- | ------------------------------- | -------------------------------- | ------------------------------------------------- | --------------------------- | --------------------- | ------ | --------- | ----------------------------- |
| 01. März 1991 | El Salvador            | Anschlag in Cabañas             | FMLN                             | marxistisch-leninistisch                          | Automatische Schusswaffe(n) |                       | 23     | 10        | Salvadorianischer Bürgerkrieg |
| 01. März 1991 | Vereinigtes Königreich | Anschlag in Armagh              | IRA                              | autonomistisch, irisch-republikanisch, katholisch | Mörser                      | Militäreinheit        | 2      | 2         | Nordirlandkonflikt            |
| 02. März 1991 | Sri Lanka              | Anschlag in Colombo             | LTTE                             | autonomistisch, tamilisch-sozialistisch           | Autobombe                   |                       | 19     | 73        | Bürgerkrieg in Sri Lanka      |
| 10. März 1991 | Mosambik               | Anschlag in Gaza                | Resistência Nacional Moçambicana | nationalistisch, konservativ                      | Automatische Schusswaffe(n) | Nahrungsmittelkonvoi  | 25     | 19        | Mosambikanischer Bürgerkrieg  |
| 15. März 1991 | El Salvador            | Anschlag in Usulután            | FMLN                             | marxistisch-leninistisch                          | Automatische Schusswaffe(n) | Militäreinheit        | 30     | 10        | Salvadorianischer Bürgerkrieg |
| 18. März 1991 | Vereinigtes Königreich | Anschlag in Newry               | IRA                              | autonomistisch, irisch-republikanisch, katholisch | Sprengstoff                 | Polizeieinheit        | 0      | 4         | Nordirlandkonflikt            |
| 22. März 1991 | Indien                 | Anschlag in Jammu               |                                  |                                                   | Sprengstoff                 | Moschee               | 3      | 30        |                               |
| 22. März 1991 | Indien                 | Anschlag nahe Chandigarh        | Sikh-Extremisten                 |                                                   | Automatische Schusswaffe(n) | Fabrikarbeiter in Bus | 30     | 0         |                               |
| 23. März 1991 | Indien                 | Anschlag in Neu-Delhi           | vermutlich Sikh-Extremisten      |                                                   | Sprengstoff                 | Markt                 | 9      | 100       |                               |
| 23. März 1991 | Indien                 | Anschlag in Neu-Delhi           |                                  |                                                   | Sprengstoff                 | Bushaltestelle        | 7      | 90        |                               |
| 24. März 1991 | Sri Lanka              | Anschlag in Akaraipattu         | LTTE                             | autonomistisch, tamilisch-sozialistisch           | Sprengstoff                 | Markt                 | 8      | 50        | Bürgerkrieg in Sri Lanka      |
| 26. März 1991 | Singapur               | Singapore-Airlines-Flug 117     | Pakistanische Volkspartei        | sozialistisch                                     | Entführung                  | Flugzeug              | 0 (+4) | 2         |                               |
| 28. März 1991 | Thailand               | Anschlag in Mueang Prachin Buri |                                  |                                                   | Granaten                    | Flüchtlingslager      | 7      | 20        |                               |
| 29. März 1991 | Libanon                | Anschlag in Antelias            |                                  |                                                   | Sprengfalle                 | Fahrzeug              | 4      | 20        | Libanesischer Bürgerkrieg     |
| 29. März 1991 | Libanon                | Anschlag in Beirut              |                                  |                                                   | Sprengstoff                 | Supermarkt            | 8      | 38        | Libanesischer Bürgerkrieg     |
| 29. März 1991 | Libanon                | Anschlag in Beirut              |                                  |                                                   | Autobombe                   | Kirche                | 4      | 27        | Libanesischer Bürgerkrieg     |

## April
| Datum/Beginn   | Betroffenes Land       | Anschlag                       | Täter             | Politische Ausrichtung                                                        | Mittel                      | Ziel                         | Tote | Verletzte | Hintergrund                  |
| -------------- | ---------------------- | ------------------------------ | ----------------- | ----------------------------------------------------------------------------- | --------------------------- | ---------------------------- | ---- | --------- | ---------------------------- |
| 02. April 1991 | Indien                 | Anschlag in Amritsar           | Sikh-Extremisten  |                                                                               | Sprengstoff                 | Süßwarenladen, Polizeiposten | 5    | 36        |                              |
| 03. April 1991 | Angola                 | Anschlag in Luena              | UNITA             | konservativ, angolanisch-nationalistisch, christlich-demokratisch, maoistisch | Automatische Schusswaffe(n) | Stadt                        | 54   | 45        | Bürgerkrieg in Angola        |
| 05. April 1991 | Sri Lanka              | Anschlag nahe Mannar           | LTTE              | autonomistisch, tamilisch-sozialistisch                                       | Automatische Schusswaffe(n) | Militäreinheit               | 25   | 0         | Bürgerkrieg in Sri Lanka     |
| 09. April 1991 | Peru                   | Anschlag in La Libertad        | Leuchtender Pfad  | marxistisch-leninistisch-maoistisch                                           | Automatische Schusswaffe(n) | Dorf                         | 20   | 8         | Bewaffneter Konflikt in Peru |
| 11. April 1991 | Vereinigtes Königreich | Anschlag in Downpatrick        | IRA               | autonomistisch, irisch-republikanisch, katholisch                             | Mörser                      | Polizeieinheit               | 1    | 0         | Nordirlandkonflikt           |
| 16. April 1991 | Sierra Leone           | Anschlag in Southern Province  | NPFL              |                                                                               | Automatische Schusswaffe(n) | Militäreinheit               | 100  | 0         | Bürgerkrieg in Sierra Leone  |
| 17. April 1991 | Indien                 | Anschlag in Kalkutta           | Hindu-Extremisten |                                                                               | Automatische Schusswaffe(n) | Muslimische Versammlung      | 0    | 25        |                              |
| 20. April 1991 | Sri Lanka              | Anschlag in der Nordostprovinz | LTTE              | autonomistisch, tamilisch-sozialistisch                                       | Automatische Schusswaffe(n) | Militäreinheit               | 24   | 0         | Bürgerkrieg in Sri Lanka     |
| 21. April 1991 | Sri Lanka              | Anschlag in Uva                | LTTE              | autonomistisch, tamilisch-sozialistisch                                       | Automatische Schusswaffe(n) | Dorf                         | 21   | 0         | Bürgerkrieg in Sri Lanka     |

## Mai
| Datum/Beginn | Betroffenes Land       | Anschlag                     | Täter                            | Politische Ausrichtung                                               | Mittel                                        | Ziel                       | Tote | Verletzte | Hintergrund                  |
| ------------ | ---------------------- | ---------------------------- | -------------------------------- | -------------------------------------------------------------------- | --------------------------------------------- | -------------------------- | ---- | --------- | ---------------------------- |
| 01. Mai 1991 | Vereinigtes Königreich | Anschlag in Belfast          | IRA                              | autonomistisch, irisch-republikanisch, katholisch                    | Automatische Schusswaffe, Rakete, Panzerfaust | Polizeistreife             | 1    | 2         | Nordirlandkonflikt           |
| 02. Mai 1991 | Jugoslawien            | Anschlag in Polača           | Serbische Nationalisten          | serbisch-nationalistisch                                             | Pistole                                       | Polizeieinheit             | 1    | 0         | Jugoslawienkriege            |
| 04. Mai 1991 | Jugoslawien            | Anschlag in Sotin            |                                  |                                                                      | Automatische Schusswaffe(n)                   | Polizeifahrzeug            | 1    | 0         | Jugoslawienkriege            |
| 06. Mai 1991 | Südafrika              | Anschlag in Pietermaritzburg |                                  |                                                                      | Automatische Schusswaffe(n)                   | Bus                        | 3    | 35        |                              |
| 10. Mai 1991 | Mosambik               | Anschlag in Maputo           | Resistência Nacional Moçambicana | nationalistisch, konservativ                                         | Automatische Schusswaffe(n)                   | Fahrzeugkonvoi             | 14   | 32        | Mosambikanischer Bürgerkrieg |
| 12. Mai 1991 | Südafrika              | Anschlag in Gauteng          | Inkatha Freedom Party            | föderalistisch, konservativ, zulu-nationalistisch, antikommunistisch | Messer, Pistole(n)                            | Besatzungslager            | 34   | 0         |                              |
| 25. Mai 1991 | Vereinigtes Königreich | Anschlag in Belfast          | IRA                              | autonomistisch, irisch-republikanisch, katholisch                    | Sprengstoff                                   | Kaserne                    | 1    | 1         | Nordirlandkonflikt           |
| 26. Mai 1991 | Vereinigtes Königreich | Anschlag in Cookstown        | IRA                              | autonomistisch, irisch-republikanisch, katholisch                    | Autobombe                                     | Polizeieinheit             | 0    | 2         | Nordirlandkonflikt           |
| 27. Mai 1991 | Vereinigtes Königreich | Anschlag in Belfast          | IRA                              | autonomistisch, irisch-republikanisch, katholisch                    | Sprengstoff                                   | Protestantische Zivilisten | 0    | 2         | Nordirlandkonflikt           |
| 29. Mai 1991 | Spanien                | Anschlag in Vic              | ETA                              | autonomistisch, baskisch-nationalistisch                             | Autobombe                                     | Guardia-Civil-Kaserne      | 9    | 50        | ETA-Konflikt                 |
| 29. Mai 1991 | Sierra Leone           | Anschlag in Kenema           | NPFL                             |                                                                      | Automatische Schusswaffe(n)                   | Militäreinheit             | 20   | 0         | Bürgerkrieg in Sierra Leone  |
| 31. Mai 1991 | Vereinigtes Königreich | Anschlag in Glenanne         | IRA                              | autonomistisch, irisch-republikanisch, katholisch                    | Autobombe                                     | Militärstützpunkt          | 3    | 18        | Nordirlandkonflikt           |

## Juni
| Datum/Beginn  | Betroffenes Land       | Anschlag                   | Täter                 | Politische Ausrichtung                                               | Mittel                             | Ziel                       | Tote | Verletzte | Hintergrund                  |
| ------------- | ---------------------- | -------------------------- | --------------------- | -------------------------------------------------------------------- | ---------------------------------- | -------------------------- | ---- | --------- | ---------------------------- |
| 08. Juni 1991 | Jugoslawien            | Anschlag in Petrinja       | Serbische Extremisten |                                                                      | Sprengstoff                        | Sportarena                 | 1    | 0         | Jugoslawienkriege            |
| 08. Juni 1991 | Vereinigtes Königreich | Anschlag in Donaghcloney   | IRA                   | autonomistisch, irisch-republikanisch, katholisch                    | Sprengstoff                        | Protestantische Zivilisten | 0    | 2         | Nordirlandkonflikt           |
| 12. Juni 1991 | Sri Lanka              | Anschlag in der Batticaloa | LTTE                  | autonomistisch, tamilisch-sozialistisch                              | Automatische Schusswaffe(n)        | Militäreinheit             | 58   | 1         | Bürgerkrieg in Sri Lanka     |
| 15. Juni 1991 | Indien                 | Anschlag in Kila Raipur    | Sikh-Extremisten      |                                                                      | Automatische Schusswaffe(n)        | Zug                        | 48   | 30        |                              |
| 15. Juni 1991 | Indien                 | Anschlag in Baddowal       | Sikh-Extremisten      |                                                                      | Sturmgewehr(e)                     | Zug                        | 62   | 40        |                              |
| 17. Juni 1991 | Sri Lanka              | Anschlag in der Ostprovinz | LTTE                  | autonomistisch, tamilisch-sozialistisch                              | Automatische Schusswaffe(n)        | Militäreinheit             | 140  | 0         | Bürgerkrieg in Sri Lanka     |
| 21. Juni 1991 | Sri Lanka              | Anschlag in Colombo        | LTTE                  | autonomistisch, tamilisch-sozialistisch                              | Selbstmordattentäter mit Autobombe | Militärgebäude             | 60   | 85        | Bürgerkrieg in Sri Lanka     |
| 25. Juni 1991 | Vereinigtes Königreich | Anschlag in Belfast        | IRA                   | autonomistisch, irisch-republikanisch, katholisch                    | Sprengstoff                        | Polizeistation             | 0    | 2         | Nordirlandkonflikt           |
| 25. Juni 1991 | Peru                   | Anschlag in Huamanga       | Leuchtender Pfad      | marxistisch-leninistisch-maoistisch                                  | Automatische Schusswaffe(n)        | Militärgelände             | 67   | 0         | Bewaffneter Konflikt in Peru |
| 26. Juni 1991 | Peru                   | Anschlag in Huánuco        | MRTA                  | marxistisch-leninistisch, links-nationalistisch, antiimperialistisch | Automatische Schusswaffe(n)        | Militärstützpunkt          | 77   | 0         | Bewaffneter Konflikt in Peru |

## Juli
| Datum/Beginn  | Betroffenes Land       | Anschlag                | Täter                        | Politische Ausrichtung                            | Mittel                                     | Ziel                    | Tote | Verletzte | Hintergrund                                       |
| ------------- | ---------------------- | ----------------------- | ---------------------------- | ------------------------------------------------- | ------------------------------------------ | ----------------------- | ---- | --------- | ------------------------------------------------- |
| 07. Juli 1991 | Vereinigtes Königreich | Anschlag in Belfast     |                              |                                                   | Rakete                                     | Polizeifahrzeug         | 0    | 5         | Nordirlandkonflikt                                |
| 07. Juli 1991 | Vereinigtes Königreich | Anschlag in Belfast     | IRA                          | autonomistisch, irisch-republikanisch, katholisch | Sprengstoff                                | Polizeifahrzeug         | 0    | 6         | Nordirlandkonflikt                                |
| 08. Juli 1991 | Vereinigtes Königreich | Anschlag in Belfast     | IRA                          | autonomistisch, irisch-republikanisch, katholisch | Autobombe / Sprengfalle                    | Polizeistreife          | 0    | 1         | Nordirlandkonflikt                                |
| 10. Juli 1991 | Türkei                 | Anschlag in Diyarbakır  | vermutlich PKK               | autonomistisch, kurdisch-sozialistisch            | Automatische Schusswaffe(n)                | Militäreinheit          | 3    | 122       | Konflikt zwischen der Republik Türkei und der PKK |
| 15. Juli 1991 | Pakistan               | Anschlag in Punjab      |                              |                                                   | Sprengstoff                                | Expresszug              | 7    | 40        |                                                   |
| 15. Juli 1991 | Sri Lanka              | Anschlag in Jaffna      | LTTE                         | autonomistisch, tamilisch-sozialistisch           | Automatische Schusswaffe(n), Mörser        | Militärkonvoi           | 200  | 0         | Bürgerkrieg in Sri Lanka                          |
| 17. Juli 1991 | Jugoslawien            | Anschlag in Serbien     | Serbische Extremisten        |                                                   | Automatische Schusswaffe                   | Polizeistation          | 2    | 0         | Jugoslawienkriege                                 |
| 22. Juli 1991 | Bangladesch            | Anschlag in Dhaka       | Bangladesh Nationalist Party | nationalistisch, konservativ                      | Automatische Schusswaffe(n)                |                         | 0    | 20        |                                                   |
| 23. Juli 1991 | Peru                   | Anschlag in La Libertad | Leuchtender Pfad             | marxistisch-leninistisch-maoistisch               | Automatische Schusswaffe(n)                | Militäreinheit          | 21   | 0         | Bewaffneter Konflikt in Peru                      |
| 26. Juli 1991 | Bangladesch            | Anschlag in Dhaka       | Shanti Bahini                | autonomistisch                                    | Automatische Schusswaffe(n), Brandstiftung | Dorf                    | 3    | 20        |                                                   |
| 28. Juli 1991 | Kroatien               | Anschlag in Glina       | Serbische Extremisten        |                                                   | Automatische Schusswaffe(n)                | Polizisten              | 180  | 0         | Jugoslawienkriege                                 |
| 31. Juli 1991 | Jugoslawien            | Anschlag in Sarajevo    | Serbische Guerillas          |                                                   |                                            | Ukrainische UN-Soldaten | 0    | 5         | Jugoslawienkriege                                 |
| 31. Juli 1991 | El Salvador            | Anschlag in San Vicente | FMLN                         | marxistisch-leninistisch                          | Automatische Schusswaffe(n)                | Militäreinheit          | 30   | 0         | Salvadorianischer Bürgerkrieg                     |

## August
| Datum/Beginn    | Betroffenes Land       | Anschlag                        | Täter                            | Politische Ausrichtung                                               | Mittel                                  | Ziel                      | Tote | Verletzte | Hintergrund                       |
| --------------- | ---------------------- | ------------------------------- | -------------------------------- | -------------------------------------------------------------------- | --------------------------------------- | ------------------------- | ---- | --------- | --------------------------------- |
| 03. August 1991 | El Salvador            | Anschlag in San Vicente         | FMLN                             | marxistisch-leninistisch                                             | Automatische Schusswaffe(n)             | Militäreinheit            | 31   | 33        | Salvadorianischer Bürgerkrieg     |
| 08. August 1991 | Peru                   | Anschlag in San Martín          | MRTA                             | marxistisch-leninistisch, links-nationalistisch, antiimperialistisch | Automatische Schusswaffe(n)             | Militäreinheit            | 20   | 0         | Bewaffneter Konflikt in Peru      |
| 09. August 1991 | Bangladesch            | Anschlag in Dhaka               | Awami-Liga                       | sozialdemokratisch, bengali-nationalistisch                          | Pistole(n)                              | Versammlung               | 0    | 30        |                                   |
| 09. August 1991 | Südafrika              | Anschlag in Ventersdorp         | Afrikaner Weerstandsbeweging     | rechtsextremistisch, neonazistisch, nationalistisch                  | Automatische Schusswaffe(n)             | Polizisten                | 3    | 36        |                                   |
| 09. August 1991 | Sri Lanka              | Anschlag am Elefantenpass       | LTTE                             | autonomistisch, tamilisch-sozialistisch                              | Automatische Schusswaffe(n)             | Militäreinheit            | 7    | 36        | Bürgerkrieg in Sri Lanka          |
| 10. August 1991 | Philippinen            | Anschlag in Zamboanga City      | vermutlich MNLF                  | autonomistisch, föderalistisch                                       | Granate(n)                              | Religiöse Versammlung     | 2    | 43        | Moro-Konflikt                     |
| 10. August 1991 | Sri Lanka              | Anschlag nahe dem Elefantenpass | LTTE                             | autonomistisch, tamilisch-sozialistisch                              | Automatische Schusswaffe(n)             | Militärlager              | 43   | 17        | Bürgerkrieg in Sri Lanka          |
| 14. August 1991 | Bangladesch            | Anschlag in Chittagong          | vermutlich Awami-Liga            | sozialdemokratisch, bengali-nationalistisch                          | Automatische Schusswaffe(n)             | Universität               | 0    | 100       |                                   |
| 15. August 1991 | Kolumbien              | Anschlag in Bolívar             | CGSB                             | kommunistisch                                                        | Automatische Schusswaffe(n), Granate(n) | Dorf                      | 30   | 0         | Bewaffneter Konflikt in Kolumbien |
| 15. August 1991 | Vereinigtes Königreich | Anschlag in Belfast             | IRA                              | autonomistisch, irisch-republikanisch, katholisch                    | Sprengstoff                             | Polizeieinheit            | 1    | 0         | Nordirlandkonflikt                |
| 15. August 1991 | Indien                 | Anschlag in Sopore              | Muslimische Extremisten          |                                                                      | Automatische Schusswaffe(n), Mörser     | Polizeieinheit            | 27   | 40        | Aufstand in Kaschmir              |
| 17. August 1991 | Vereinigtes Königreich | Anschlag in Nordirland          | IRA                              | autonomistisch, irisch-republikanisch, katholisch                    | Landmine                                | Militäreinheit            | 1    | 0         | Nordirlandkonflikt                |
| 18. August 1991 | Mosambik               | Anschlag in Gaza                | Resistência Nacional Moçambicana | nationalistisch, konservativ                                         | Automatische Schusswaffe(n)             | Zivilisten                | 25   | 0         | Mosambikanischer Bürgerkrieg      |
| 20. August 1991 | Pakistan               | Anschlag in Parachinar          |                                  |                                                                      | Sturmgewehr(e), Granate(n)              | Schiitische Prozession    | 4    | 20        |                                   |
| 21. August 1991 | El Salvador            | Anschlag in Ciudad San Vicente  | FMLN                             | marxistisch-leninistisch                                             | Automatische Schusswaffe(n)             | Militäreinheit            | 0    | 22        | Salvadorianischer Bürgerkrieg     |
| 22. August 1991 | Kroatien               | Anschlag in Sisak               | Serbische Guerillas              |                                                                      | Automatische Schusswaffe(n)             | Kroatische Polizeieinheit | 8    | 20        | Jugoslawienkriege                 |
| 29. August 1991 | Mosambik               | Anschlag in Maputo              | Resistência Nacional Moçambicana | nationalistisch, konservativ                                         | Automatische Schusswaffe(n)             | Dorf                      | 18   | 30        | Mosambikanischer Bürgerkrieg      |

## September
| Datum/Beginn       | Betroffenes Land | Anschlag                   | Täter                     | Politische Ausrichtung                   | Mittel                                  | Ziel              | Tote | Verletzte | Hintergrund                                          |
| ------------------ | ---------------- | -------------------------- | ------------------------- | ---------------------------------------- | --------------------------------------- | ----------------- | ---- | --------- | ---------------------------------------------------- |
| 01. September 1991 | Sri Lanka        | Anschlag in Kattankudy     | LTTE                      | autonomistisch, tamilisch-sozialistisch  | Autobombe                               | Polizeistation    | 8    | 20        | Bürgerkrieg in Sri Lanka                             |
| 02. September 1991 | Peru             | Anschlag in San Martín     | Leuchtender Pfad          | marxistisch-leninistisch-maoistisch      | Automatische Schusswaffe(n)             | Militäreinheit    | 61   | 0         | Bewaffneter Konflikt in Peru                         |
| 08. September 1991 | Libanon          | Anschlag in Majdal Anjar   |                           |                                          | Granate                                 | Hochzeit          | 0    | 50        |                                                      |
| 08. September 1991 | Südafrika        | Anschlag in Thokoza        | African National Congress | nationalistisch, sozialdemokratisch      | Automatische Schusswaffe(n), Granate(n) | IFP-Unterstützer  | 23   | 0         | Apartheid                                            |
| 16. September 1991 | Spanien          | Anschlag in Mutxamel       | ETA                       | autonomistisch, baskisch-nationalistisch | Autobombe                               | Kaserne           | 3    | 30        | ETA-Konflikt                                         |
| 19. September 1991 | Indien           | Anschlag in Uttar Pradesh  |                           |                                          | Sprengstoff                             | Markt             | 2    | 21        |                                                      |
| 21. September 1991 | Indien           | Anschlag in Jammu          |                           |                                          | Sprengstoff                             |                   | 2    | 20        |                                                      |
| 26. September 1991 | Peru             | Anschlag in Junín          | Leuchtender Pfad          | marxistisch-leninistisch-maoistisch      | Automatische Schusswaffe(n)             | Militärstützpunkt | 21   | 0         | Bewaffneter Konflikt in Peru                         |
| 26. September 1991 | Philippinen      | Anschlag in Conner         | NPA                       | marxistisch-leninistisch-maoistisch      | Automatische Schusswaffe(n)             | Militärpatrouille | 22   | 6         | Kommunistischer Revolutionskampf auf den Philippinen |
| 27. September 1991 | Philippinen      | Anschlag in Lanao del Sur  | Muslimische Extremisten   |                                          | Automatische Schusswaffe(n)             | Militäreinheit    | 39   | 1         | Moro-Konflikt                                        |
| 30. September 1991 | Haiti            | Anschlag in Port-au-Prince | Rebellen                  |                                          | Automatische Schusswaffe(n)             | Regierungsziele   | 130  | 0         |                                                      |

## Oktober
| Datum/Beginn     | Betroffenes Land | Anschlag                     | Täter                                                | Politische Ausrichtung                                               | Mittel                      | Ziel                             | Tote | Verletzte | Hintergrund                  |
| ---------------- | ---------------- | ---------------------------- | ---------------------------------------------------- | -------------------------------------------------------------------- | --------------------------- | -------------------------------- | ---- | --------- | ---------------------------- |
| 05. Oktober 1991 | Deutschland      | Anschlag in Eisenhüttenstadt | Neonazis                                             | neonazistisch                                                        |                             | Asylbewerber                     | 0    | 1         |                              |
| 10. Oktober 1991 | Bangladesch      | Anschlag in Dhaka            | Bangladesh Nationalist Party                         | nationalistisch, konservativ                                         |                             | Kundgebung                       | 0    | 30        |                              |
| 10. Oktober 1991 | Pakistan         | Anschlag in Quetta           |                                                      |                                                                      | Sturmgewehr(e)              | Stammesversammlung               | 0    | 28        |                              |
| 10. Oktober 1991 | Äthiopien        | Anschlag in Somali           | Issa and Gurgura Liberation Front                    |                                                                      | Automatische Schusswaffe(n) | EPRDF-Einheit                    | 100  | 0         |                              |
| 11. Oktober 1991 | Deutschland      | Anschlag in Greifswald       | Neonazis                                             | neonazistisch                                                        |                             | Marokkanischer Zivilist          | 0    | 1         |                              |
| 11. Oktober 1991 | Deutschland      | Anschlag in Profen           | Neonazis                                             | neonazistisch                                                        | Pistole                     | Asylbewerberheim                 | 0    | 1         |                              |
| 12. Oktober 1991 | Deutschland      | Anschlag in Bielefeld        | Action Group for the Destruction of the Police State |                                                                      | Automatische Schusswaffe(n) | Polizisten                       | 2    | 0         |                              |
| 13. Oktober 1991 | Tschad           | Anschlag in N’Djamena        | Putschisten                                          |                                                                      | Automatische Schusswaffe(n) | Rüstungsdepot                    | 40   | 0         |                              |
| 14. Oktober 1991 | Nigeria          | Anschlag in Kano             | Muslimische Extremisten                              |                                                                      | Pistole(n), Brandstiftung   |                                  | 8    | 34        |                              |
| 16. Oktober 1991 | Indien           | Anschlag in Rudrapur         | Sikh-Extremisten                                     |                                                                      | Sprengstoff                 | Hindu-Festzug                    | 41   | 140       |                              |
| 16. Oktober 1991 | Indien           | Anschlag in Bajpur           | Sikh-Extremisten                                     |                                                                      | Sprengstoff                 | Hinduistische Veranstaltung      | 31   | 80        |                              |
| 18. Oktober 1991 | Deutschland      | Anschlag in Schwedt          | Neonazis                                             | neonazistisch                                                        |                             | Polnische Zivilisten in Fahrzeug | 0    | 4         |                              |
| 20. Oktober 1991 | Peru             | Anschlag in San Martín       | MRTA                                                 | marxistisch-leninistisch, links-nationalistisch, antiimperialistisch | Automatische Schusswaffe(n) | Milizeinheit                     | 50   | 0         | Bewaffneter Konflikt in Peru |
| 22. Oktober 1991 | Deutschland      | Anschlag in Trier            | Neonazis                                             | neonazistisch                                                        |                             | Afrikanische Zivilisten          | 0    | 2         |                              |
| 23. Oktober 1991 | Südafrika        | Anschlag in Gauteng          |                                                      |                                                                      | Automatische Schusswaffe(n) | Pendlerzug                       | 9    | 36        |                              |
| 24. Oktober 1991 | Peru             | Anschlag in Callao           | MRTA                                                 | marxistisch-leninistisch, links-nationalistisch, antiimperialistisch | Automatische Schusswaffe(n) | Militäreinheit                   | 52   | 32        | Bewaffneter Konflikt in Peru |
| 27. Oktober 1991 | Bangladesch      | Anschlag in Dhaka            | Awami-Liga                                           | sozialdemokratisch, bengali-nationalistisch                          | Automatische Schusswaffe(n) | Versammlung                      | 0    | 20        |                              |

## November
| Datum/Beginn      | Betroffenes Land | Anschlag                        | Täter                        | Politische Ausrichtung              | Mittel                      | Ziel                                  | Tote | Verletzte | Hintergrund                  |
| ----------------- | ---------------- | ------------------------------- | ---------------------------- | ----------------------------------- | --------------------------- | ------------------------------------- | ---- | --------- | ---------------------------- |
| 02. November 1991 | Peru             | Anschlag in Huancavelica        | Leuchtender Pfad             | marxistisch-leninistisch-maoistisch | Automatische Schusswaffe(n) | Dorf                                  | 37   | 0         | Bewaffneter Konflikt in Peru |
| 03. November 1991 | Peru             | Anschlag in Huancavelica        | Leuchtender Pfad             | marxistisch-leninistisch-maoistisch | Automatische Schusswaffe(n) | Milizionäre                           | 37   | 0         | Bewaffneter Konflikt in Peru |
| 03. November 1991 | Südafrika        | Anschlag nahe Welkom            |                              |                                     |                             |                                       | 11   | 32        |                              |
| 03. November 1991 | Deutschland      | Anschlag in Bonn                |                              |                                     | Brandstiftung               | Migrantenwohnheim                     | 0    | 10        |                              |
| 06. November 1991 | Litauen          | Anschlag in Šumskas             |                              |                                     | Granate                     | Grenzposten                           | 0    | 1         |                              |
| 08. November 1991 | Indien           | Anschlag in Maharashtra         |                              |                                     | Sprengstoff                 | Zug, Bahnhof                          | 10   | 60        |                              |
| 10. November 1991 | Bangladesch      | Anschlag in Pabna               | Bangladesh Nationalist Party | nationalistisch, konservativ        | Pistole(n)                  | Prozession                            | 0    | 66        |                              |
| 11. November 1991 | Bangladesch      | Anschlag in Pabna               | Oppositionelle               |                                     | Pistole(n)                  | Regierungsfreundliche Studentengruppe | 0    | 20        |                              |
| 14. November 1991 | Deutschland      | Anschlag in Leipzig             | Neonazis                     | neonazistisch                       | Messer                      | Vietnamesische Familie                | 0    | 1         |                              |
| 14. November 1991 | Äthiopien        | Anschlag in Somali              | Amhara-Extremisten           |                                     | Pistole(n), Messer          | Stammesmitglieder der Oromos          | 61   | 0         |                              |
| 17. November 1991 | Deutschland      | Anschlag in Königs Wusterhausen | Linksextremisten             | linksextremistisch                  | Steine, Baseballschläger    | Neonazis                              | 0    | 9         |                              |
| 19. November 1991 | Kroatien         | Anschlag in Vukovar             | Kroatische Milizionäre       |                                     | Automatische Schusswaffe(n) | Schule                                | 41   | 0         | Jugoslawienkriege            |
| 20. November 1991 | Aserbaidschan    | Anschlag in Martuni             |                              |                                     | Rakete                      | Helikopter                            | 23   | 0         |                              |
| 26. November 1991 | Burundi          | Anschlag in Cibitoke            | Tutsi-Extremisten            |                                     | Automatische Schusswaffe(n) | Kommune                               | 29   | 0         | Völkermorde in Burundi       |
| 26. November 1991 | Burundi          | Anschlag in Bujumbura Mairie    | Tutsi-Extremisten            |                                     | Automatische Schusswaffe(n) | Militäreinheit                        | 65   | 0         | Völkermorde in Burundi       |
| 26. November 1991 | Burundi          | Anschlag in Cibitoke            | Tutsi-Extremisten            |                                     | Automatische Schusswaffe(n) | Kommune                               | 10   | 37        | Völkermorde in Burundi       |
| 28. November 1991 | Deutschland      | Anschlag in Brandenburg         | Neonazis                     | neonazistisch                       |                             | Israelische Touristen                 | 0    | 2         |                              |

## Dezember
| Datum/Beginn      | Betroffenes Land       | Anschlag                                        | Täter                                 | Politische Ausrichtung                                                        | Mittel                      | Ziel                         | Tote | Verletzte | Hintergrund                                       |
| ----------------- | ---------------------- | ----------------------------------------------- | ------------------------------------- | ----------------------------------------------------------------------------- | --------------------------- | ---------------------------- | ---- | --------- | ------------------------------------------------- |
| 01. Dezember 1991 | Mosambik               | Anschlag in Gaza                                | Resistência Nacional Moçambicana      | nationalistisch, konservativ                                                  | Axt/Äxte, Machete(n)        | Dorf                         | 25   | 11        | Mosambikanischer Bürgerkrieg                      |
| 04. Dezember 1991 | Vereinigtes Königreich | Anschlag in Belfast                             | IRA                                   | autonomistisch, irisch-republikanisch, katholisch                             | Autobombe                   | Hotel                        | 0    | 23        | Nordirlandkonflikt                                |
| 05. Dezember 1991 | Indien                 | Anschlag in Uttar Pradesh                       | Sikh-Extremisten                      |                                                                               | Automatische Schusswaffe(n) |                              | 24   | 0         |                                                   |
| 05. Dezember 1991 | Indien                 | Anschlag in Tohana                              | Sikh-Extremisten                      |                                                                               | Automatische Schusswaffe(n) | Baumwollspinnerei            | 23   | 20        |                                                   |
| 06. Dezember 1991 | Bangladesch            | Anschlag in Dhaka                               | Awami-Liga                            | sozialdemokratisch, bengali-nationalistisch                                   |                             | Kundgebung                   | 0    | 60        |                                                   |
| 07. Dezember 1991 | Angola                 | Anschlag in Benguela                            | UNITA                                 | konservativ, angolanisch-nationalistisch, christlich-demokratisch, maoistisch | Automatische Schusswaffe(n) | Polizeieinheit               | 4    | 25        | Bürgerkrieg in Angola                             |
| 12. Dezember 1991 | Vereinigtes Königreich | Anschlag in Craigavon                           |                                       |                                                                               | Autobombe                   | Polizeistation               | 0    | 70        | Nordirlandkonflikt                                |
| 16. Dezember 1991 | Kolumbien              | Anschlag im Departamento del Cauca              | Rechtsextremisten                     | rechtsextremistisch                                                           | Automatische Schusswaffe    | Kirche                       | 20   | 10        | Bewaffneter Konflikt in Kolumbien                 |
| 17. Dezember 1991 | Mosambik               | Anschlag in Gaza                                | Resistência Nacional Moçambicana      | nationalistisch, konservativ                                                  | Automatische Schusswaffe(n) | Dorf                         | 25   | 0         | Mosambikanischer Bürgerkrieg                      |
| 18. Dezember 1991 | Dschibuti              | Anschlag in Dschibuti                           | vermutlich FRUD                       |                                                                               | Pistole(n)                  | Sicherheitspatrouille        | 8    | 26        | Dschibutischer Bürgerkrieg                        |
| 22. Dezember 1991 | Indien                 | Anschlag in Neu-Delhi                           | Sikh-Extremisten                      |                                                                               | Sprengstoff                 | Markt                        | 4    | 40        |                                                   |
| 23. Dezember 1991 | Ungarn                 | Bombenanschlag in Budapest am 23. Dezember 1991 | Bewegung für die Befreiung Jerusalems |                                                                               | Autobombe                   | Sowjetische Migranten in Bus | 0    | 6         |                                                   |
| 24. Dezember 1991 | Sri Lanka              | Anschlag in Anuradhapura                        | LTTE                                  | autonomistisch, tamilisch-sozialistisch                                       | Automatische Schusswaffe(n) | Militäreinheit               | 21   | 30        | Bürgerkrieg in Sri Lanka                          |
| 25. Dezember 1991 | Türkei                 | Anschlag in Istanbul                            | PKK                                   | autonomistisch, kurdisch-sozialistisch                                        | Brandstiftung               | Kaufhaus                     | 11   | 20        | Konflikt zwischen der Republik Türkei und der PKK |
| 26. Dezember 1991 | Indien                 | Anschlag in Batala                              | Sikh-Extremisten                      |                                                                               | Sturmgewehr(e)              | Zug                          | 47   | 40        |                                                   |
| 28. Dezember 1991 | Taiwan                 | Anschlag in Hsinchu                             |                                       |                                                                               | Brandstiftung               | Krankenhaus                  | 6    | 28        |                                                   |
| 28. Dezember 1991 | Afghanistan            | Anschlag in Dschalalabad                        | Guerillas                             |                                                                               | Rakete(n)                   | Stadt                        | 14   | 28        | Krieg in Afghanistan                              |
| 30. Dezember 1991 | Jugoslawien            | Anschlag in Serbien                             | National Liberation Movement          | kommunistisch, marxistisch-leninistisch                                       | Automatische Schusswaffe    | Polizeieinheit               | 0    | 2         | Jugoslawienkriege                                 |
| 30. Dezember 1991 | Libanon                | Anschlag in Beirut                              |                                       |                                                                               | Autobombe                   |                              | 17   | 120       |                                                   |